# Революционные социалисты
Революционные социалисты (араб. الاشتراكيون الثوريون‎ [elʔeʃteɾˤɑkejˈjiːn essæwɾejˈjiːn], англ. Revolutionary Socialists) — троцкистская организация в Египте, происходящая из традиции «социализма снизу». Среди известных активистов «Революционных социалистов» — социолог Самех Нагиб, журналист Хоссам эль-Хамалави, блогер Жижи Ибрагим, инженер и профсоюзный активист Камаль Халил. С организацией связан возглавляемый последним Центр социалистических исследований. Печатный орган организации — газета The Socialist.

## История

### Истоки
Истоки группы лежат в конце 1980-х в небольшом марксистском кружке студентов, пребывавшем под влиянием троцкизма. Приняв нынешнее название к апрелю 1995 года, «Революционные социалисты» численно выросли от горстки активистов в то время, когда большинство египетских левых оставались в подполье, до пары сотен на момент второй палестинской Интифады. Несмотря на отсутствие возможности свободно организовываться при авторитарном режиме президента Хосни Мубарака, низовой активизм группы продолжал усиливаться благодаря её участию в движениях солидарности с Палестиной и против войны в Ираке.

### Египетская революция 2011 года

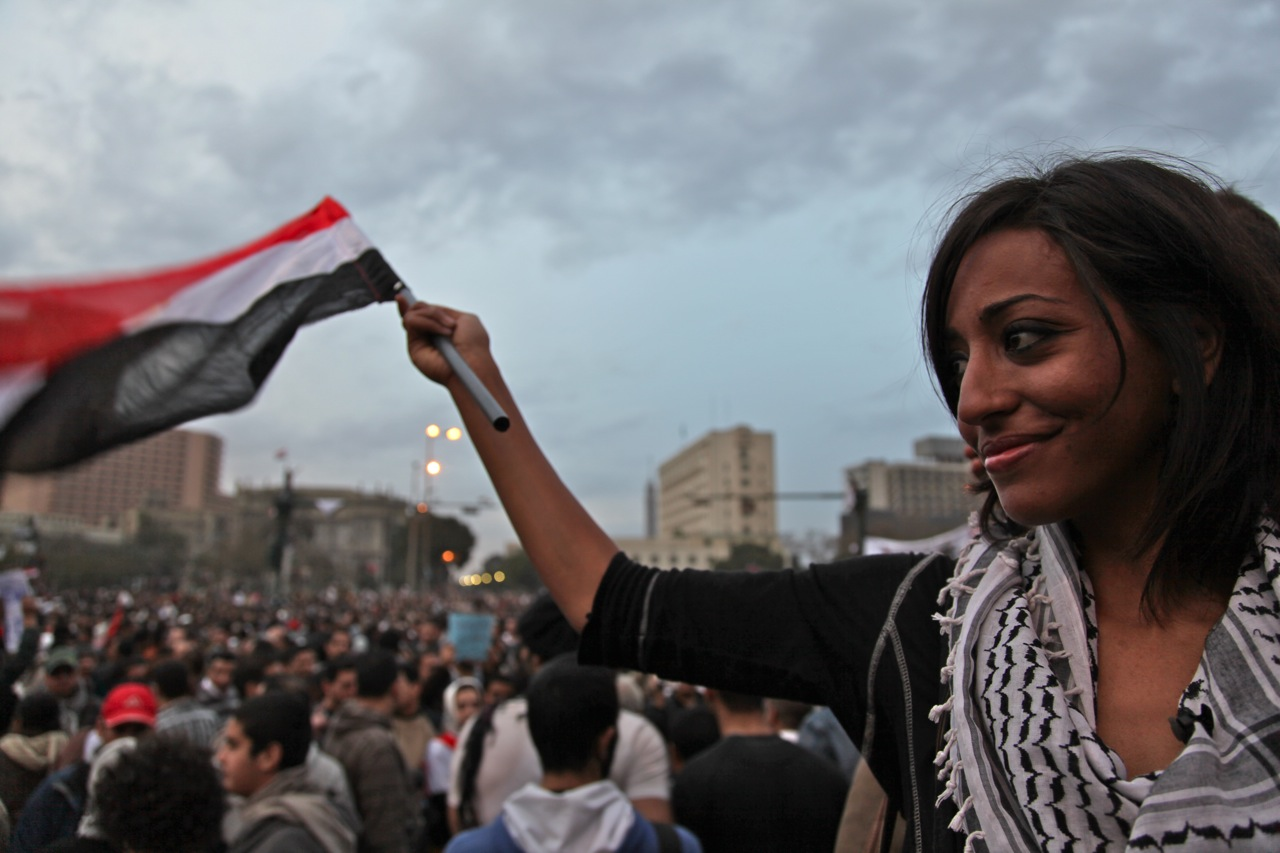
Жижи Ибрагим во время революции

Согласно Марку ЛеВину, профессору истории в Калифорнийском университете, «Революционные социалисты» «сыграли решающую роль в организации протестов на площади Тахрир (во время Египетской революции 2011 года) и ныне в рабочем движении» (после свержения президента Хосни Мубарака).
«Революционные социалисты» также утверждают, что, наряду с остальными египетскими крайне левыми и молодёжным движением 6 апреля, они сыграли ключевую роль в мобилизации на 25 января 2011 года, ознаменовавшем собой первый день египетской революции. Революционные силы предварительно встречались и обсуждали различные стратегии, например, демонстрации в разных частях Каира одновременно, прежде чем отправиться на площадь Тахрир, чтобы избежать концентрации силовиков в одном месте.
«Революционные социалисты» позже выступили с заявлением, призвав египетских рабочих к всеобщей забастовке для свержения Мубарака.

### После Мубарака

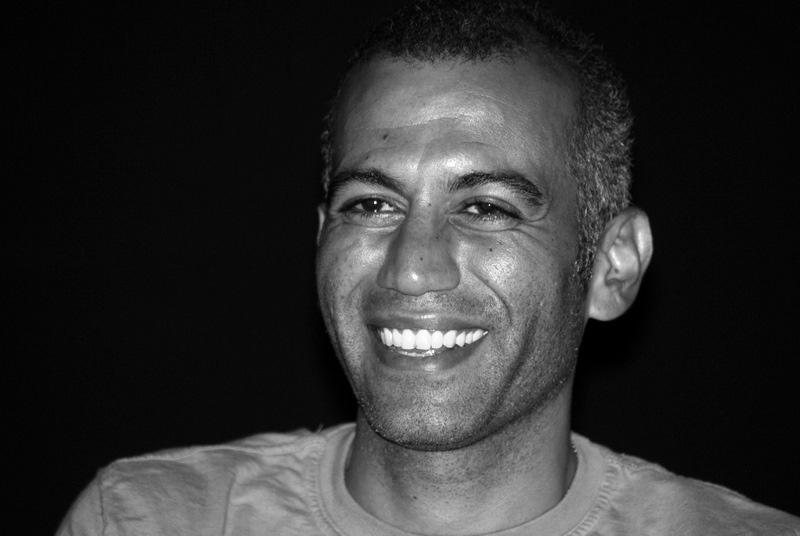
Хоссам эль-Хамалави

После отставки Мубарака на посту президента, «Революционные социалисты» призывали к перманентной революции. На Первомай 2011 года они вышли на площадь Тахрир с лозунгом «Рабочая революция против капиталистического правительства» Они подчёркивали, что в смене власти ключевую роль сыграл организованный рабочий класс, особенно в Каире, Александрии и Мансуре, а не используемые молодёжью социальные сети (Facebook и Твиттер), как часто утверждалось. 
Хотя до революции «Революционные социалисты», в отличие от большинства египетских левых (определявших «Братьев-мусульман» как фашистское движение), не видели ничего зазорного в совместных действиях и работе в среде «Братьями-мусульман», роль последних после ухода Мубарака они определяли как «контрреволюционную».
В марте 2011 года активист «Революционных социалистов» Хоссам эль-Хамалави был среди протестующих, штурмовавших и захвативших отделения Государственной службы безопасности в каирском районе Наср-сити, до революции использовавшиеся для заключения и пыток активистов. Эль-Хамалави удалось побывать в камере, в которую он ранее был заключён.
«Революционные социалисты» призывали к демонтажу правящего Высшего совета Вооружённых сил и прежней полиции, а для Мубарака и его приближенных (в том числе Мохамеда Хуссейна Тантави и Сами Хафеза Анана, входящих в Высший совет) требовали суда. Особенно активно они выступали против декрета Высшего совета от 24 марта 2011 года, предусматривавшего уголовную ответственность за забастовки, протесты и демонстрации.

### Попытки левых фронтов

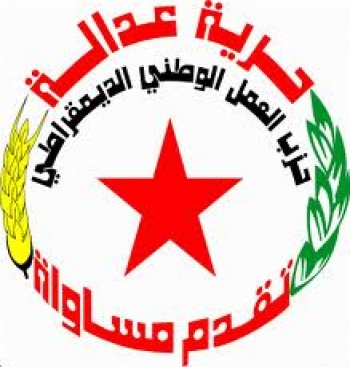
Символика Рабочей демократической партии

После победы революции весной 2011 года «Революционные социалисты» и левый фронт «Хашд» инициировали создание Рабочей демократической партии — как политического крыла Федерации египетских профсоюзов, объединившей независимые профсоюзные организации страны. Партия непосредственно призывала к ниспровержению капитализма, ренационализации промышленности под рабочим контролем и создания системы рабочего самоуправления (в противовес государственному капитализму, как при президенте Насере). 
10 мая к Рабочей демократической партии и «Революционным социалистам» присоединились воссозданная Египетская коммунистическая партия, Египетская социалистическая партия, Социалистический народный блок — вместе создали «Коалицию социалистических сил». Несмотря на это, единым фронтом поучаствовать в парламентских выборах 2011—2012 годов египетским социалистам не дали. Однако некоторые из них выдвигались в составе блока с рядом леволиберальных и прогрессивно-мусульманских сил «Революция продолжается». 
Затем «Революционные социалисты» попытались запустить ещё один партийный проект — Рабоче-крестьянскую партию во главе с Камалем Халилом. В сентябре 2012 года «Революционные социалисты» и связанные с ней Рабоче-крестьянская партия и Демократическая рабочая партия вошли в состав Революционно-демократической коалиции, которая объединила левые силы Египта (Тагамму, Социалистический народный блок, Египетская коммунистическая партия, Социалистический союз молодёжи, Египетская коалиция борьбы с коррупцией, Движение имени Мины Даниэля). 
В июле 2013 года, после военного переворота против президента Мурси, члены «Революционных социалистов» приняли участие в «Третьей площади» — движении либеральных, левых и умеренных исламистских активистов, отвергавших как «Братьев-мусульман», так и военное правление.

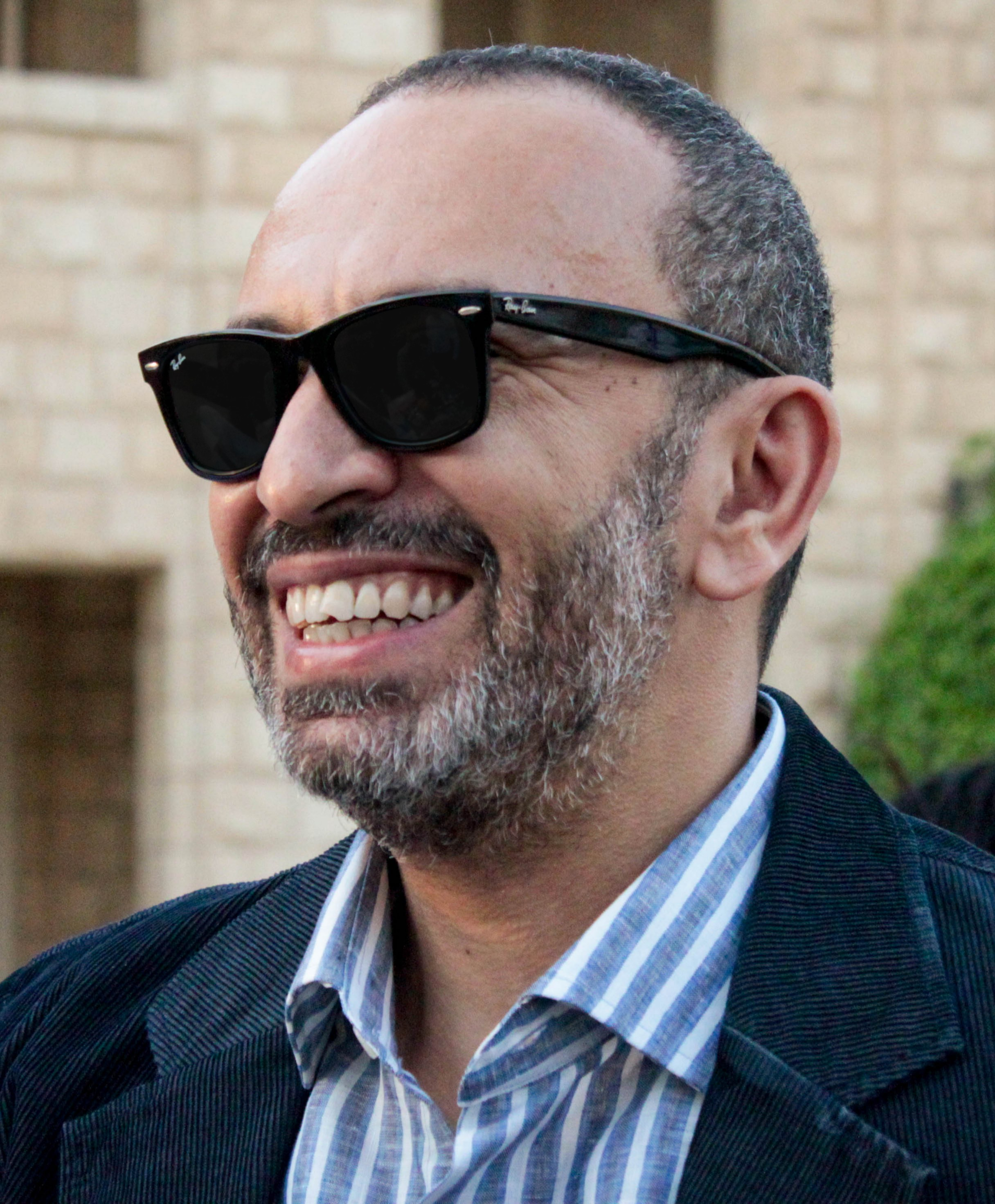
Ваэль Халил

Члены «Революционных социалистов» (в том числе Хайтам Мохамедаин и покинувший их ряды после 2011 года Ваэль Халил), «Движения 6 апреля», «Демократического фронта 6 апреля» и партии Абдель-Монеима Абуль-Футуха «Сильный Египет», а также другие левые и либеральные деятели революции (в том числе писательница Ахдаф Суиф, блогер Алаа Абд Эль-Фаттах, правозащитник Гамаль Эйд и инженер Ахмед Махер) в сентябре 2013 года участвовали в создании Фронта революционного пути, напоминавшего о требованиях революции 2011 года — «Хлеба, свободы и социальной справедливости».

### После военного переворота
23 августа 2013 года «Революционные социалисты» организовали демонстрацию у Верховного суда в Каире в знак протеста против освобождения экс-президента Хосни Мубарака из тюрьмы. В своём заявлении они подвергали критике, что Мубарак был оправдан по большинству выдвинутых против него обвинений, в то время как судебные органы запросто продолжали выносить приговоры против революционеров.
«Революционные социалисты» вместе с другими движениями выступали против закона переходного правительства Египта 2013 года, запрещавшего протесты.
«Революционные социалисты» выступили против конституции Египта 2014 года на том основании, что она укрепляет господство военной верхушки в политической и судебной системе, закрепляет военные трибуналы против гражданских лиц, а также не обеспечивает адекватную защиту свободам и трудовым правам.

## Международные связи

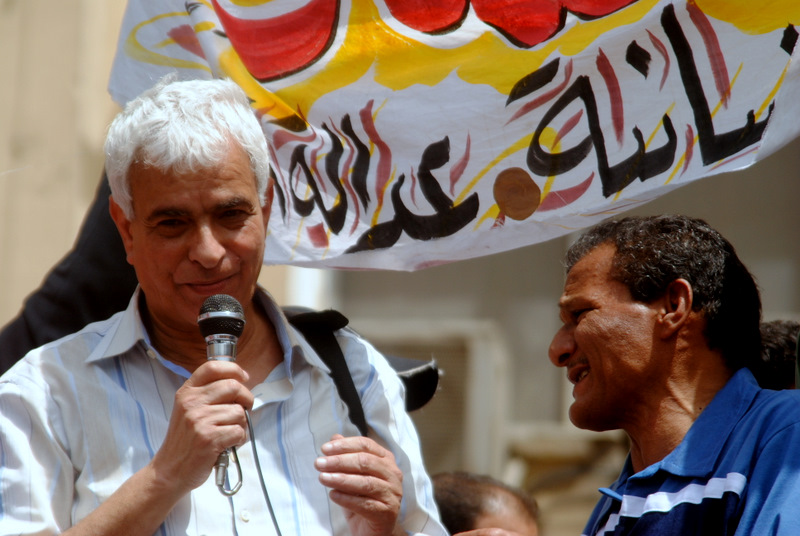
Выступление активиста организации Камаля Халила

Египетские «Революционные социалисты» — секция посттроцкистского клиффианского интернационала Международная социалистическая тенденция, книга идеолога которого Криса Хармана «Пророк и пролетариат», переведённая и изданная РС на арабском в 1997 году, в своё время помогла сформулировать подход «иногда с исламистами, никогда с государством». Посредством интернационала РС связана с революционно-социалистическими и другими антикапиталистическими группами в мире. Так, 2 марта 2011 года, во время протестов в американском штате Висконсин, РС направили послание солидарности Интернациональной социалистической организации (секции МСТ в США).
«Революционные социалисты» были среди осудивших режим Роберта Мугабе в Зимбабве за арест и пытки активистов, среди которых были члены местной Интернациональной социалистической организации, обсуждавшие опыт революций в Тунисе и Египте: «массы в Тунисе и Египте доказали, что неважно, сколь долго правят авторитарные режимы, революционное землетрясение может сломать все стены и плотины. Будьте уверены, что землетрясение грядет, и Мугабе падет».
20 марта 2011 года, во время ливийского восстания, РС осудили Совет Безопасности ООН, Европейский Союз и администрацию Обамы за иностранную военную интервенцию в Ливии как «часть контрреволюции». Они обвинили их в молчании «в течение многих десятилетий, пока Каддафи и ему подобные среди арабских режимов угнетали свои народы с предельной жестокостью и скапливали богатство… пока эти режимы реализовали рекомендации Международного валютного фонда по отмене любого социального обеспечения для бедных… пока компании держать двери открытыми для глобального капитализма…»..